# جامعة الرباط الوطني

الشعار السابق لجامعة الرباط الوطني

شعار قوات الشرطة السودانية

جامعة الرباط الوطني من أكبر الجامعات السودانية. وترتبط هذه الجامعة بشكل جزئي بالشرطة السودانية لكن لا يتخرج الدارسون فيها برتب شرطية ما عدا كلية علوم الشرطة والقانون .
للجامعة هيئة علمية تعمل في مجال الدراسات الأمنية والقانونية الطبية والتقنية والإنسانية في إطار السياسة العامة للدولة والبرامج التي يضعها المجلس القومي وتهدف لتأهيل وتدريب وتنمية القدرات في الأجهزة الأمنية وغيرها وذلك بغرض خدمة الوطن وتنمية موارده ونهضته فكرياً وعملياً واقتصادياً واجتماعياً وثقافياً، ودون الإخلال بعموم ما تقدم تعمل الجامعة على تحقيق الأغراض الآتية :
- إعداد الطلاب ومنحهم الدرجات العلمية.
- تشجيع البحث العلمي وتطويره ونشره.
- إعداد الدارسين من ضباط الشرطة وتأهيلهم علميا ومهنياً
- الاهتمام بالدراسات العليا والتخصصية في المجالات الأمنية والطبية وغيرها
- التعاون مع المؤسسات العلمية داخل البلاد وخارجها.
- تأكيد هوية الأمة وتأصيلها من خلال المناهج التي تضعها الجامعة وتطبقها [2]

## الكليات
| الكلية                                              | الدرجة و التخصصات | تاريخ التأسيس | الموقع                                               |
| --------------------------------------------------- | --- | ------------- | ---------------------------------------------------- |
| كلية علوم الشرطة والقانون                           | البكالريوس | 1925م         | الخرطوم سوبا                                         |
| كلية علوم المختبرات الطبية                          | بكالريوس الشرف | 2000م         | الخرطوم                                              |
| كلية الطب                                           | البكالريوس | 2000م         | الخرطوم                                              |
| كلية علوم التمريض                                   | البكالريوس | 2000م         | الخرطوم                                              |
| كلية الصيدلة]                                       | بكالريوس الشرف | 2001م         | الخرطوم                                              |
| كلية طب الأسنان                                     | البكالريوس الدبلوم التقني (تقنية أسنان - مساعد طبيب أسنان)                                                                  | 2001م         | الخرطوم                                              |
| كلية دراسات الحاسوب                                 | بكالريوس الشرف (علوم الحاسوب - تقنية نظم المعلومات)                                                                         | 2001م         | الخرطوم (بري و المنشية) وأم درمان                    |
| كلية الأشعة والطب النووي                            | بكالريوس الشرف في (التشخيص - الطب النووي)                                                                                   | 2001م         | الخرطوم                                              |
| كلية اللغات والترجمة                                | بكالريوس الشرف (اللغة العربية- اللغة الانجليزية - اللغة الفرنسية)                                                           | 2005م         | الخرطوم بحري                                         |
| كلية الدراسات البيئية ودرء الكوارث                  | البكالريوس (إدارة المنظمات - الحماية المدنية - درء الكوارث)                                                                 | 2001م         | الخرطوم                                              |
| كلية العلوم الاقتصادية والإدارية والمالية           | البكالريوس (المحاسبة - إدارة الأعمال - الاقتصاد – الدراسات المصرفية                                                         | 2005م         | الخرطوم                                              |
| كلية التقنية والعلوم الصحية                         | البكالريوس العام (التخدير التقني- العلاج الطبيعى) بكالريوس الشرف في (علم النفس السريرى والجنائي- التغذية والتغذية العلاجية) | 2005م         | الخرطوم                                              |
| كلية عبد السلام الخبير للدراسات الإسلامية والقرآنية | درجة البكالريوس في (الدراسات الإسلامية والقرآنية - الدعوة والثقافة الإسلامية)                                               | 1999م         | الخرطوم (مجمع عبدالسلام الخبير - مجمع أبوبكر الصديق) |
| كلية الدراسات العليا والبحث العلمي                  | درجة الماجستير والدكتوراه                                                                                                   | 2001م         | الخرطوم                                              |
| كلية الإعلام                                        | بكالريوس الشرف في (الصحافة والنشر-الإذاعة (راديو وتلفاز)– العلاقات العامة والإعلان)                                         | 2010م         | الخرطوم                                              |
| كلية العمارة                                        | بكالريوس الشرف | 2010م         | الخرطوم                                              |
| كلية القانون                                        | تمنح الكلية درجة البكالريوس                                                                                                 | 2013م         | الخرطوم                                              |

## المعاهد والمراكز
- معهد البحوث الجنائية والاجتماعية [4]
- معهد الأدلة الجنائية [5]
- مجمع عيادات طب الأسنان [6]
- مركز الشريف زين العابدين الهندي [7]
- مركز السموم [8]
- معهد الدراسات المعرفية والإعجاز القرآني [9]
- مستشفى الرباط الجامعي [10]
- أكاديمية الشرطة العليا [11]

## مدراء الجامعة
1- بروفيسور صالح ياسين صالح (2000 - 2004)
2- بروفيسور حسن أبوعائشة حامد (2004 - 2008)
3- الفريق بروفيسور عبد اللطيف عشميق خليفة (2008 - 2019)
4- السيد/ أ. د. محمد علي عوض الكريم (2020 - مستمر )

## وصلات خارجية
- موقع الجامعة الإلكتروني
- موقع الشرطة السودانية